# Arsinoë von Makedonien
Arsinoë von Makedonien (altgriechisch Ἀρσινόη Arsinóē) war die im 4. Jahrhundert v. Chr. lebende Stammmutter des makedonischen Herrscherhauses von Ägypten, den Ptolemäern. Ein erhaltenes Fragment des Ende des 3. Jahrhunderts v. Chr. lebenden Grammatikers und Biographen Satyros von Kallatis gibt ihren Stammbaum väterlicherseits an, der bis zu Dionysos und Althaia zurückverfolgt wird und in der zweiten Generation auch Herakles umfasst. Historisch verwertbar ist daraus zu entnehmen, dass sie als Tochter eines Meleagros und Urenkelin des Amyntas I. einer Seitenlinie des makedonischen Königshauses der Argeaden entstammte. Viele Historiker, etwa Hans Volkmann, halten diese Genealogie für glaubwürdig.
Arsinoë wurde die Gemahlin des makedonischen Adligen Lagos. Sie war die Mutter des Ptolemaios I. und wohl auch des Menelaos. Spätere Berichte, wonach Arsinoë eine Konkubine des makedonischen Königs Philipp II. gewesen und von diesem bereits mit Ptolemaios schwanger dem Lagos zur Gattin gegeben worden sein soll, machen somit Ptolemaios zum Halbbruder Alexanders des Großen. Sie entstanden wohl vor dem Hintergrund des von den Ptolemäern in Ägypten betriebenen Kultes für Alexander, mit dem sie ihre eigene Dynastie aufs engste verbanden. Der Historiker Arrian hingegen, der als Quelle unter anderem die Alexanderbiographie des Ptolemaios (FGrH 138) nutzte, nannte diesen in seinen Werken mehrfach als einen Sohn des Lagos. Aber auch an dieser Vaterschaft haben einige Historiker Zweifel.